# Rudolf von Scherenberg
Rudolf II. von Scherenberg (né probablement en 1401 à Frankenwinheim, mort le 29 avril 1495 à la Forteresse de Marienberg, Wurtzbourg) est prince-évêque de Wurtzbourg de 1466 à sa mort.

## Biographie
Il vient de familles nobles de Franconie, son père est Erhard von Scherenberg et sa mère Anna von Masbach. Il est le dernier de sa dynastie.
Il est inscrit à l'université de Leipzig vers 1416-1417 puis en 1437 à l'université de Heidelberg pour échapper aux troubles qui ont lieu avec Johann von Brunn. En 1450, il devient écolâtre. Le 30 avril 1466, il est nommé évêque, succédant à Johann von Grumbach. Il est confirmé le 20 juin par le pape Paul II puis consacré le 28 septembre.
L'évêque est considéré comme un grand administrateur. Il parvient à rembourser la dette du diocèse et reprendre ses propriétés. Il maintient le Landfrieden (de) et renouvelle les engagements de ses prédécesseurs. Il se réconcilie avec l'évêché de Bamberg.
Le margrave Albert III Achille de Brandebourg s'oppose plusieurs fois à lui, notamment contre une taxe qui est une soumission de l'église. Une guerre ouverte est déclarée. Avec l'évêque de Bamberg Philippe d'Henneberg, Rudolf von Scherenberg prononce l'excommunication et l'interdit contre lui. Lors de la guerre de Bavière (1459–1463) (de), les deux évêques se rangent à côté de Louis IX de Bavière opposé à Albert III Achille.
Son attitude avec Hans Böhm présage la guerre des Paysans allemands. Il dissout les rassemblements jusqu'alors pacifiques en se montrant très sévère. Hans Böhm est brûlé sur un bûcher en 1476 à Wurtzbourg, la guerre apparaît cinquante ans plus tard.

## Épitaphe

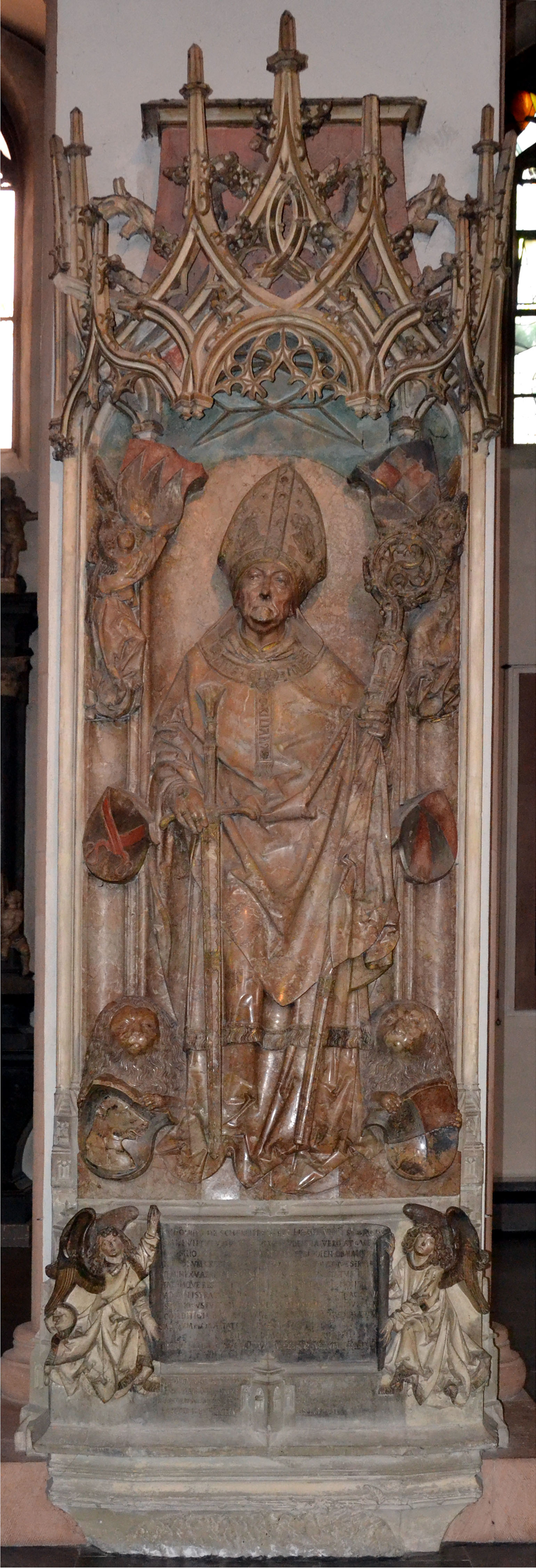
Tilman Riemenschneider, tombeau de Rudolf von Scherenberg.

Rudolf II. von Scherenberg est connu par son tombeau dans la cathédrale Saint-Kilian de Wurtzbourg, œuvre de Tilman Riemenschneider. Après sa mort en 1495 d'une maladie de la pierre, son successeur Lorenz von Bibra fait cette demande auprès du sculpteur ainsi que pour lui-même. Les deux tombeaux présentent deux styles différents : le premier est de style gothique tardif, l'autre est de style Renaissance. Une autre différence est le visage : celui de Scherenberg est ridé tandis que celui de Bibra est idéalisé. Ces deux tombeaux sont les œuvres les plus connus de Tilman Riemenschneider.

## Source, notes et références
- (de) Helmut Flachenecker, « Rudolf II. von Scherenberg », dans Neue Deutsche Biographie (NDB), vol. 22, Berlin, Duncker & Humblot, 2005, p. 192–193 (original numérisé).
- (de) Franz Xaver von Wegele, « Rudolf II. von Scherenberg », dans Allgemeine Deutsche Biographie (ADB), vol. 29, Leipzig, Duncker & Humblot, 1889, p. 566-569
- (de) « Publications de et sur Rudolf von Scherenberg », dans le catalogue en ligne de la Bibliothèque nationale allemande (DNB).